# Nausicaä del Valle del Viento (manga)
Nausicaä del Valle del Viento (風の谷のナウシカ Kaze no Tani no Naushika?) es un manga creado por Hayao Miyazaki en 1982, que sirvió de base para una película del mismo título, dirigida por el citado director, en 1984.
Miyazaki escribió el manga Nausicaä a lo largo de 12 años, quedando parado a intervalos, mientras trabajaba en proyectos del Studio Ghibli. Fue publicada en la revista Animage de Tokuma Shoten, entre febrero de 1982, y marzo de 1994. Como era de esperar, la historia del manga es mucho más compleja que la del anime, puesto que este fue realizado cuando la historia estaba a medias y sólo abarca los dos primeros tomos y de una forma muy resumida. Hay diferencias significativas en la trama, aunque el tema principal, la relación del ser humano con la Naturaleza sigue teniendo un papel prominente.

## Argumento
La historia narrada en el manga es una versión amplia de lo que puede abstraerse en la versión cinematográfica.
La historia se sitúa en el futuro, 1000 años tras los "Siete días de fuego", un suceso provocado por la excesiva industrialización del ser humano, y la contaminación que provocó. Este hecho destruyó por completo la civilización industrial un milenio después de que empezara a florecer. Aunque la humanidad sobrevivió, la tierra recibió una gran contaminación, y los mares son venenosos. Gran parte del mundo está cubierto por la Jungla tóxica (腐海 fukai?, lit. mar de la putrefacción o de los hongos), un bosque ciclópeo de plantas con esporas y hongos (posiblemente radiotróficos, que se alimentan de radiactividad) que cada vez cubre más parte de la tierra libre. Está protegido por una legión de insectos gigantes, entre los que destacan los Ohmu. La humanidad lucha por sobrevivir en los terrenos libres de la selva, periódicamente enzarzándose en conflictos armados por los recursos naturales, que van reduciendo su número, mientras la vegetación avanza, convirtiendo en inhabitable los terrenos que ocupa.

### Manga
Nausicaä es la princesa del Valle del Viento, un pequeño estado en la periferia de un reino una vez conocido como Eftar, que fue engullido por la Zona Contaminada 300 años antes de los sucesos narrados. Los líderes de estos reinos de la periferia son vasallos del Emperador de Tormekia, y están obligados a enviarle refuerzos cuando él decide atacar al reino vecino de Durku. Los de Tormekia tienen un potente ejército tradicional, pero los de Durku han desarrollado una versión genéticamente modificada de un moho de la Zona Contaminada para vencer a sus invasores. Cuando lo introducen en la batalla, su multiplicación y mutación sobrepasan la capacidad de control de los Durku y termina en un "Daikaisho", que no es más que una ola inmensa de insectos que invaden la tierra (en este caso para "comerse" al hongo mutante). Al hacerlo, la jungla se extiende aún más por la nación Durku, desplazando y matando a un gran número de civiles y convirtiendo la mayor parte de la tierra en estéril.
Sin embargo, el uso del hongo para fines bélicos molesta mucho a Nausicaä, cuyos frecuentes viajes al bosque le han enseñado que la finalidad real del mismo es purificar el planeta de la contaminación de los días antiguos. El Pueblo del Bosque confirma esta suposición de la protagonista y Selm le muestra una visión del terreno restaurado en el centro de la selva. Nausicaä viaja al corazón del territorio Durku para buscar a los responsables de manipular el moho, reclutando en el camino a un Dios Guerrero encontrado en las profundidades del reino de Pejite para abrirse paso entre las fuerzas de Tormekia y Durku. 
A pesar de la pérdida de algunos de sus compañeros, al final llega a Shua, la Ciudad Santa de Durku, donde encuentra la verdad sobre la Zona Contaminada, el moho, lo que ha pasado en el mundo, y lo que está por venir aún.

## Personajes y reinos

### Valle del Viento
El Valle del Viento es un estado pequeño situado en la periferia de lo que alguna vez fue el reino de Eftal, que fue sobrepasado súbitamente por la Jungla tóxica 300 años antes de la historia. Como otras comunidades restantes de Eftal, es vasallo de Tormekia, que le permite mantenerse autónomo a cambio de ayuda en la guerra.
- Nausicaä (ナウシカ Naushika?): es la princesa del Valle del Viento, y está vagamente basada en la princesa griega de la Odisea que ayudó a Odiseo (Nausícaa), como estaba mostrada en la traducción al japonés de un pequeño diccionario de mitología griega escrito por Bernard Evslin. Está también inspirado en la Princesa que amaba los insectos, una historia tradicional japonesa de la Era Heian.[1] Aun siendo una hábil luchadora, Nausicaä es también una amante de la paz y la vida. Tiene una habilidad especial para comunicarse con los insectos gigantes, en especial con los Ohmu. Es notable por su empatía hacia humanos, animales y otros seres. Es una chica inteligente, que inspirada por su mentor Lord Yupa explora con frecuencia la Jungla tóxica y realiza experimentos encaminados a descubrir la verdadera función del bosque y la naturaleza del mundo contaminado donde vive. Tiene gran habilidad para pilotar su Möwe, lo cual facilita sus exploraciones de la selva.
- Rey Jhil: padre de Nausicaä, la única de todos sus hijos que no ha perecido.
- Maestro Yupa: explorador y uno de los mejores espadachines del mundo, ampliamente conocido en la Periferia, querido en el Valle y temido por sus enemigos por su gran habilidad para la lucha.
- Mito (Axel), fiel amigo de Nausicaä.
- Teppa, una niña del viento, elegida para reemplazar a Nausicaä como el jinete del viento de la aldea cuando ella se fue.
- Gram/Matriarca, una mujer sabia del Valle.
- Teto, la ardilla-zorro de Nausicaä.
- Kai y Kui, los grandes pájaros que Lord Yupa usa como monturas. Son una pareja.

### Pejite
Este reino, en que se desenterró el embrión del Dios Guerrero, fue luego arrasado por los Ohmu:
- Asbel, príncipe de Pejite, chico que conoce a Nausicaä cuando esta lo salva de morir por los insectos, después de eso le demuestra que siente confianza y cierto cariño hacia ella. En el final se puede demostrar cierto interés amoroso.
- Lastelle (Rastel), princesa de Pejite y hermana gemela de Asbel.

### Tormekia
Tormekia es un reino fuerte con un ejército potente, principal antagonista en la historia del anime. Es un estado militarista dirigido por una familia Imperial y una aristocracia, cuya capital es Tolas ("Tras" en el manga).
- Lady Kushana, princesa de Tormekia. En el manga comienza comportándose como en el anime (egoísta, antipática, seria...), pero cuando conoce mejor a Nausicaä, empieza a cambiar de personalidad, siendo más amable, comprensiva y preocupada por sus soldados y amigos.
- Kurotowa o "Krotoa": ocupa el cargo de oficial del estado mayor. En el manga es un espía del Rey Vu de Tormekia, con la misión prioritaria de asesinar a Kushana y recuperar la piedra que reactivará al dios guerrero, pero al ser descubierto y amenazado de muerte por Kushana, pasa a su bando y le sirve fielmente.
- Rey Vu: es el rey de Tormekia, "la serpiente más venenosa de todas" según el Bufón (¿niño? ¿adulto?) que acompaña a Vu a todas partes. Es el padre de Kushana y sus tres hermanos, aunque se sospecha que Kushana tiene una madre distinta a la de los príncipes.
- Los tres príncipes de Tormekia.
- Senei: primer oficial del ejército de Kushana.

### Durku
Dorok o "Durku" es un imperio teocrático dirigido por un Santo Emperador y un concilio de sacerdotes; está compuesto por un disperso conjunto de 51 principados tribales. La capital es Shuwa, donde está situada la Cripta. Los científicos que hay dentro de ella le han dado a Dorok mucha tecnología perdida, como la manipulación de la vida o la creación de los dioses de la guerra.
- Charuka o "Triarca". Monje guerrero y comandante del ejército de Durku. Aunque inicialmente es el enemigo de Nausicaä, luego se vuelven aliados.
- Namulith o Namulis, el Emperador de Durku. El mayor de dos hermanos, es carismático y guerrero, pero carece de los poderes psíquicos de su hermano. Tiene en torno a cien años, y ha sobrevivido a base de trasplantar periódicamente su cerebro a cuerpos clonados. Namulith captura a Kushana, esperando poder casarse con ella para unir los dos reinos. Sin embargo, durante la boda, y de forma accidental es despertado el último de los dioses guerreros , un arma biomecánica con la que Durkhu pretendía terminar la guerra definitivamente. Este al intentar defenderse dispara una serie de rayos letales , alcanzando uno de ellos a Namulith . Herido de muerte , este acude a pedir ayuda a su prometida, Kushana, la cual sin miramiento alguno zarandea el maltrecho cuerpo de Namulith desmembrándolo . Finalmente, de Namulith solo queda su cabeza, que pese a estar amputada del cuerpo , sigue consciente y con capacidad de comunicarse , ya que en la práctica su cuerpo hacia años que no era humano (pese a que el tremendo dolor que experimentaba en esos momentos , si era humano , llegando a suplicar a Kushana que lo remate) . Finalmente su cabeza cae al vacío desde una de las naves nupciales.  El Emperador muere sin miedo ni arrepentimiento.
- Miralupa, hermano menor del Emperador. Regente junto a Namulith, sus conexiones con la teocracia gobernante de Durku, y sus poderes psíquicos le dan un importante papel en la historia. Aunque es el menor de los dos, parece mucho mayor que su hermano porque aún vive en su cuerpo original, que se mantiene activo mediante dolorosos tratamientos para alargar la vida. Esto se debe a que vio morir a su padre de manera horrible debido a un trasplante de cuerpo fallido, causándole miedo a usar estas técnicas en sí mismo. Tras un revés en la suerte de ambos hermanos, Miralupa es asesinado por Namulith. Su espíritu es redimido por Nausicaä, a la que él había intentado destruir muchas veces.
- Anciano, también conocido como "Su Santidad", de la tribu Mani.
- Ketcha, una chica de la tribu Mani. Sabe hablar el idioma de Eftal y de Tormekia.
- Chikuku, niño al que Nausicaä encuentra por casualidad en una antigua pagoda (templo sagrado), y que también tiene poderes psíquicos. Se hace llamar "Luwa Chikuku Kulubaluka", el nombre del antiguo rey de "Dorok" (o "Durku"), que fue derrocado por el padre de Namulith y Miralupa.

### Otros
- Selm, un Hombre del Bosque.
- Ceraine, hermana de Selm.
- Ōma, un Dios Guerrero.
- Amo del Jardín, Hidra de más de 1000 años de edad que cuida del jardín. Dicho jardín es una especie de cápsula del tiempo, donde la humanidad puso a salvo antiguos conocimientos que abarcan desde la ciencia hasta el arte, e incluso especies animales y vegetales. Para pasar desapercibido este jardín se encuentra camuflado , siendo a simple vista una serie de ruinas.  Puede cambiar de forma externa a voluntad para engañar a sus fortuitos visitantes. Gracias a su capacidad de adoptar múltiples formas y a sus poderes telepáticos es capaz de introducirse en lo más profundo del alma de sus víctimas, tomando forma de seres queridos. Mediante estos engaños ofrece a sus visitantes la posibilidad de vivir el resto de su vida en ese paradisíaco jardín como sirvientes, respirando auténtico aire puro y con acceso a los muchos antiguos conocimientos desaparecidos en el mundo exterior hace cientos de años . Pese a tentar a Nausicaä, la voluntad de esta y la ayuda del hombre del bosque Selm le permite escapar de esta prisión. No corren tanta suerte 2 de los Hijos del Rey Vu, que deciden quedarse en el interior del jardín hasta el día de su muerte.

Se conoce otro caso en el que un ser humano consiguió escapar del jardín, el padre de Miralupa y Namulith, antiguo primer emperador de Durku que consiguió derrocar al tirano Kubabaulka.  
- Kest, asistente del Amo del Jardín. Un grande y bellísimo antílope.
- Domadores de gusanos: una tribu de cazadores que vive en los márgenes de la Jungla tóxica. Se dedican a la doma de gusanos-babosa, que usan como sabuesos rastreadores, alquilándose a sí mismos como mercenarios. Los Domadores son rechazados por muchos otros, como si su forma de vida y su contacto con los insectos los convirtiera en "intocables".
- Hombres del Bosque: un pequeño grupo de nómadas que han abandonado el fuego, el metal y la cerámica. Viven por completo dentro de la Jungla tóxica, y están en paz con las criaturas que hay en ella. Son tenidos en gran estima por los Domadores de gusanos, y ambas culturas parecen tener raíces comunes (la madre y los abuelos de Selm eran domadores).
- Amo de la Basílica , Entidad de naturaleza orgánica/mecánica creada por los científicos del mundo antiguo, y que gobierna en el Sancta Sanctorum de la basílica de Shua. Vive "encerrado" en la basílica, acompañado por sus elegidos, seres humanos que conocen técnicas de longevidad para poder servir al amo y poder aprender de él. Su función primordial era la de ejercer de guardián custodio de los embriones de los nuevos seres humanos, seres perfectos, empáticos y sabios de forma innata que emergerían de la basílica una vez purificada y limpiada la contaminada tierra y extinguido todo rastro de la humanidad anterior.
- Sirvientes del amo Antaño seres humanos , los sirvientes del amo son una serie de criaturas de pequeño tamaño encargados de cuidar y sobre todo de traducir las instrucciones que les proporciona el amo de la basílica. Durante cada solsticio de invierno y de verano, el amo de la basílica da a conocer una palabra en antiguos y desconocidos lenguajes que dichos sirvientes intentan traducir. Estos conocimientos se traducen en importantes innovaciones científicas y tecnológicas que comparten con el concilio de Durkhu , con el cual disponen de una especie de colaboración. Pese a que históricamente, han trabajado para dicho imperio , una vez disuelto y destruido por el Rey de Tormekia , estos sirvientes juran colaboración con el nuevo rey , por lo que su inclinación es más bien neutral. Igual que Namaluiz, sus cuerpos han sido tratados con técnicas biológicas, por lo que en la práctica son casi inmortales, al ser más Hidras que humanos.
- La Nada devoradora del alma, otro dios antiguo que atormenta a Nausicaä con la idea de que la raza humana se extinguirá al desaparecer la Zona Contaminada. Es una especie de Parca.

### Criaturas
- Ardillas-zorro: animales pequeños y felinos considerados imposibles de domesticar. Nausicaä, sin embargo, consigue que Teto se sienta a gusto con ella, y se convierte en fiel compañero a lo largo del viaje.
- Hidras: son guerreros poderosos obtenidos mediante ingeniería genética (posiblemente con adiciones mecánicas) de antes de los Siete Días de Fuego. Aunque no son capaces de provocar tanta destrucción como los Dioses Guerreros, son mucho más numerosos y fáciles de mantener. Las Hidras son muy fuertes y prácticamente imposibles de matar. El Maestro Yupa conoce a estos seres y sabe que su punto débil es su ojo superior. Se les puede destruir destrozándoles su sistema nervioso central, localizado detrás de dicho ojo. Namulith poseía un cuerpo de Hidra, aunque, como dijo antes de morir, "tengo el mismo cuerpo que las Hidras, me lo trasplantaron los de la basílica, pero siento dolor como un humano, es injusto".

A través del amo del Jardín conocemos que la primera persona que utilizó Hidras con fines militares fue el padre de Namaluiz y Miraulpa. Este las consiguió en el Jardín de las hidras y suponemos que con ellas consiguió derrocar al antiguo tirano que ostentaba el poder. Una vez conseguido este objetivo, encerró a las hidras en el llamado " Sótano de las Hidras " , sellándolo y creando un tabú que tan solo fue roto durante el golpe de Estado con el que Namaluiz arrebato el poder a Miralulpa. 
- Ohmu: gigantescos insectos que viven en la Zona Contaminada. Son los "guardianes" del bosque, encargados de su defensa.
- Gusanos-babosa: babosas del tamaño de perros pequeños, adecuadas para rastrear olores. Los Domadores de gusanos adoptan su nombre de su vida común con estos animales. A pesar de parecer inofensivos, muchos las consideran impuras.
- Gusanos tubulares: simples gusanos que tejen sus nidos en las ramas de los árboles de la Zona Contaminada. Los Hombres del Bosque se alimentan de sus huevos, pero con el extremo cuidado de no dañar las larvas.
- Insectos de la especie de los Dragones: insectos voladores con forma alargada, con grandes mandíbulas y un espolón al final de su cuerpo. Son muy fieros a la hora de proteger la Zona Contaminada o atacar a las naves que les agreden.

## Términos

### Jungla tóxica
La Jungla tóxica (腐海 fukai?, lit. mar de la putrefacción o de los hongos) o Zona Contaminada es una gran extensión de selva con árboles de gran tamaño basados en la reproducción por esporas y muchos tipos de hongos y otras plantas similares. Las proporciones del bosque, a pesar de que sus árboles cuentan con sólo un milenio de antigüedad, permiten la existencia de una amplia variedad de insectos de tamaños descomunales, entre los que destacan los Ohmu, junto a otros con capacidad de volar, mezcla entre escarabajos y libélulas, de aspectos variopintos y exóticos. En la versión española algunos de ellos fueron denominados tábanos.
El interior de la selva esconde más de lo que a simple vista se esperaría. El subsuelo de la misma está libre de los árboles, quedando las raíces de los árboles escondidas de la vista en grandes cavidades donde el aire es puro y el agua es limpia.
En el manga, el Pueblo del Bosque muestra a Nausicaä que en su centro, el bosque ha dado paso a una tierra libre de él y de la polución que una vez la dejó inservible, y que esa es la verdadera finalidad del bosque, reparar el daño hecho en la antigüedad. Todo esto habría sido preparado por científicos antes de los Siete Días de Fuego.

### Ohmu
Los Ohmu (Gorgonas en la vieja versión española que posteriormente fue corregida) son insectos gigantes con 14 ojos y el cuerpo segmentado, con 14 pares de patas bajo su cuerpo en forma de gusano. Al moverse, los segmentos de su cuerpo se repliegan levemente unos sobre otros como en algunos invertebrados. El color de sus ojos está relacionado con su estado emocional, siendo el rojo el color de la ira, el azul profundo el de la tranquilidad, el azul pálido el de la tristeza, y el gris el del sueño. Son las criaturas no humanas más inteligentes de la selva, lo cual no es poco.
Aunque normalmente están tranquilos, en caso de ser atacados pasan rápidamente al rojo. Además, si alguien intenta destruir el bosque en que viven, o si daña a uno de ellos (aún la más pequeña de las crías) pasan a estar rabiosos todos a la vez, lanzándose al ataque como una marea oscura de ojos encendidos. Pejite aprovecha esto para lanzar a los Ohmu contra sus enemigos, secuestrando una cría que mueve con una máquina voladora como cebo para atraer a los demás.
Los Ohmu mudan su caparazón desprendiéndose de su capa superior. Ésta puede ser usada por los humanos como fuente de materia prima por su gran resistencia. Las partes que cubren los ojos suelen usarse como ventanas debido a su forma abovedada y a su resistencia.

### Möwe
El Möwe (メーヴェ Mēve?, Mehwe o (incorrectamente traducido como) Montanubes) es un planeador monoplaza. Möwe es la palabra alemana para gaviota, y se refiere tanto a la forma como al color del aparato, así como de la cercanía del Valle del Viento al mar.
Carece de armas aunque el piloto puede soltar granadas cegadoras para desorientar a su perseguidores. Puede almacenar un rifle y una espada entre el fuselaje. No ofrece protección al piloto para los elementos.
Aunque se desconocen sus especificaciones, no alcanza gran velocidad, puesto que el piloto puede sujetarse sólo con sus manos sin caer. Posee la capacidad de despegue casi vertical, con un motor propio. Además de las asas superiores, tiene dos patines de aterrizaje a manera de asas en la parte de abajo, que permiten agarrarse colgando de él. Según se ve en el manga, las alas son plegables para facilitar su almacenaje.
El möwe tiene una envergadura aproximada de 5,8 metros (un modelo a escala 1/20 medía 29cm), y sólo pesa 12kg de acuerdo a las notas de diseño. En 2004, OpenSky Aircraft Project, una iniciativa de origen japonés, empezó sus estudios para construir un möwe con capacidad real para volar.

### Dioses Guerreros
Son seres de origen biomecánico considerados responsables de los Siete Días de Fuego. Los esqueletos de metal y cerámica de estas criaturas son una visión común en el paisaje, y se cree que están extintos. Tienen la habilidad de volar doblando el espacio y pueden disparar rayos de energía altamente destructivos. Estas habilidades están sostenidas mediante energía atómica, y se sabe que el contacto con ellos causa envenenamiento por radiación. Los personajes del manga se refieren a esta radiación como Luz venenosa.

## Especulación
Varios jugadores de videojuegos de la casa Blizzard señalan la inspiración por parte del videojuego Starcraft en los Ohmu: en la unidad terrestre Protoss llamada Reaver. El videojuego fue estrenado años después de la película Nausicaä del Valle del Viento). También el bosque de hongos o "Mar de putrefacción" inspira una ubicación dentro de la 1.ª expansión (llamada "The Burning Crusade") del aclamado juego "World of Warcraft", llamada Zangarmarsh. 
Como inspiración del "mar de putrefacción" Miyazaki bien pudo haberse basado en el afamado relato corto de ciencia ficción "El planeta de los parásitos" del afamado escritor de ciencia ficción Stanley G. Weinbaum publicado en 1935 y que cuenta con un ambiente de hongos muy similar a lo que se puede ver en el mar de putrefacción, teniendo que estar los personajes protegidos con escafandras puesto que si no sus pulmones se pudrirían en cuestión de minutos por las esporas.